# 男 never give up
「男 never give up」（おとこ ネバー・ギブ・アップ）は、Sexy Zoneの7作目シングル曲。2014年10月1日にポニーキャニオンから発売。

## 概要
今作は中島健人、菊池風磨、佐藤勝利の3人体制での活動初のシングル。
初回限定盤3種には、中島（K）、菊池（F）、佐藤（S）のソロ曲が収録されている。
初回限定盤3種、通常盤、Sexy Zone Shop盤2種、会場限定盤、計7種形態で発売。通常盤には初回プレス仕様が存在する。

## チャート成績
本作は初週12.5万枚を売り上げて、2014年10月13日付のオリコンチャートで初登場1位を記録した。デビュー曲から7作連続首位獲得にもなった。

## 収録内容

### CD

#### 通常盤・会場限定盤・Sexy Zone Shop盤・Sexy Zone Shop盤（代々木限定ver.）
※inst.は通常盤・Sexy Zone Shop盤・Sexy Zone Shop盤（代々木限定ver.）のみ収録。
1. 男 never give up [4:52]
作詞：三浦徳子、作曲：川口進・Joakim Bjornberg・Christofer Erixon、編曲：生田真心
  - フジテレビ系『超潜入!リアルスコープハイパー』テーマソング
2. Keep The Challenge [3:41]
作詞：松井五郎、作曲：馬飼野康二、編曲：石塚知生
  - フジテレビ系『女子バレーボールワールドグランプリ2014』イメージソング
3. 明日に向かって撃て! [4:05]
作詞：岩里祐穂、作曲：馬飼野康二、編曲：生田真心
4. 僕は君のすべてになりたい [4:45]
作詞：岩里祐穂、作曲：原田卓也・Fredrik Samsson、編曲：Takuya Harada
5. 男 never give up -Inst.-
6. Keep The Challenge -Inst.-
7. 明日に向かって撃て! -Inst.-
8. 僕は君のすべてになりたい -Inst.-

#### 初回限定盤S
1. 男 never give up
2. Keep The Challenge
3. Hachidori [3:44] - 佐藤勝利
作詞：佐藤勝利、作曲：Christofer Erixon・ジョセフ・メリン、編曲：石塚知生

#### 初回限定盤K
1. 男 never give up
2. Keep The Challenge
3. Love風 [4:23] - 中島健人
作詞：中島健人、作曲：MiNE・島田篤・Fredrik Samsson、編曲：島田篤

#### 初回限定盤F
1. 男 never give up
2. Keep The Challenge
3. It's Going Down! - 菊池風磨
作詞：菊池風磨、作曲：Christofer Erixon・Joakim Bjornberg・Steven Lee、編曲：吉岡たく

### DVD

#### 初回限定盤S
1. 「男 never give up」Music Clip

#### 初回限定盤K
1. 「Keep The Challenge」Image Clip in USA

#### 初回限定盤F
1. Making of「男 never give up」Music Clip
2. Making of「男 never give up」Jacket Shooting
3. 新曲大発表会 in 代々木 ダイジェスト映像

## 封入特典

### 初回限定盤S
- 佐藤勝利チェンジングジャケット（3種のうち1種封入）

### 初回限定盤K
- 中島健人チェンジングジャケット（3種のうち1種封入）

### 初回限定盤F
- 菊池風磨チェンジングジャケット（3種のうち1種封入）
- 特製12Pフォトブックレット

### 通常盤
※初回プレス仕様のみ
- ピクチャーレーベル
- オリジナルトレーディングカード（3種のうち1種封入）

### 会場限定盤
- オリジナルステッカーシート

### Sexy Zone Shop盤
- オリジナルトレーディングカード（3種のうち1種封入）
- グッズ：Sexy Zone オリジナルミラー（メンバーソロver.）

### Sexy Zone Shop盤（代々木限定ver.）
- オリジナルトレーディングカード（3種のうち1種封入）
- グッズ：Sexy Zone オリジナルミラー（代々木ver.）
佐藤、中島、菊池3人の集合絵柄。